# 邦斯頓 (密蘇里州)
邦斯頓（英語：Bunceton）是位於美國密蘇里州庫珀縣的城市。

## 人口
根據2020年美國人口普查的數據，邦斯頓的面積為2.45平方千米，皆為陸地。當地共有人口334人，而人口密度為每平方千米136人。